# Walerian Górski
Walerian Górski (ur. 14 kwietnia 1879 w Rozwadowie, zm. 1939 w okolicach Nakła) – polski polityk, działacz PSL „Piast”.

## Życiorys
Rolnik w Szczygłach Górnych, pow. Łuków. Prezes Rady Gminnej, członek Sejmiku i Wydziału Powiatowego, zarządu Związku Kółek Rolniczych, organizator i prezes Ochotniczej Straży Pożarnej. Mianowany członkiem Rady Stanu w 1918 roku. W listopadzie 1918 roku wybrany do ZG PSL. Zamordowany przez Niemców w 1939 roku w okolicach Nakła.

## Działalność polityczna
Poseł na Sejm Ustawodawczy, mandat uzyskał z listy nr 5 (Bezpartyjno-Narodowa), okręg wyborczy 19 (Łuków).